# Chachalacor
Chachalacor (Ortalis) är ett släkte inom familjen trädhöns. Fåglarna inom detta släkte lever i Syd- och Centralamerika. Släktet omfattar numera vanligen 16 arter:
- Nordlig chachalaca (Ortalis vetula)
- Gråhuvad chachalaca (Ortalis cinereiceps)
- Brunvingad chachalaca (Ortalis garrula)
- Rostgumpad chachalaca (Ortalis ruficauda)
- Rosthuvad chachalaca (Ortalis erythroptera)
- Rostbukig chachalaca (Ortalis wagleri)
- Västmexikansk chachalaca (Ortalis poliocephala)
- Gråhalsad chachalaca (Ortalis canicollis)
- Vitbukig chachalaca (Ortalis leucogastra)
- Colombiachachalaca (Ortalis columbiana)
- Spräcklig chachalaca (Ortalis guttata)
- Bahiachachalaca (Ortalis araucuan)
- Fjällig chachalaca (Ortalis squamata)
- Motmotchachalaca (Ortalis motmot)
- Brunhuvad chachalaca (O ruficeps)
- Beigebrynad chachalaca (Ortalis superciliaris)